# Pokrajina Cremona
Pokrajina Cremona (v italijanskem izvirniku Provincia di Cremona [provìnča di kremòna]) je ena od dvanajstih pokrajin, ki sestavljajo italijansko deželo Lombardija. Meji na severu s pokrajinama Bergamo in Brescia, na vzhodu s pokrajino Mantova, na jugu z Emilijo - Romanjo in na zahodu s pokrajinama Lodi in Milano.

## Večje občine
Glavno mesto je Cremona, ostale večje občine so (podatki 31.12.2007):
| Mesto          | Prebivalcev |
| -------------- | ----------- |
| Cremona        | 71.533      |
| Crema          | 33.393      |
| Casalmaggiore  | 14.222      |
| Castelleone    | 9.194       |
| Soresina       | 8.928       |
| Soncino        | 7.303       |
| Rivolta d'Adda | 7.007       |
| Pizzighettone  | 6.845       |

## Naravne zanimivosti
Mesto Cremona je bilo v rimski dobi sezidano ob manjši reki imenovani Cremonella, ki je bila zbirnik raznih fontan iz okoliškega področja in se je izlivala v Pad. Rečica je na eni strani dovajala mestu pitno vodo, na drugi sprejemala odtočne vode. Mesto je naraščalo in postopoma prekrilo vse rokave. Ko je potreba po vodi narasla, je bil v štirinajstem stoletju skopan 57 km dolg kanal, ki je dovajal vodo iz reke Oglio. Ta kanal je, kakor veliko drugih kanalov v pokrajini, ploven in se zato imenuje Naviglio [navìljo], to je plovni kanal. Podzemlje mesta Cremona pa je popolnoma prepredeno z naravnimi rečnimi rokavi, umetnimi kanali in odcepitvami proti privatnim gospodinjstvom in kmetijam.
Seznam zaščitenih področij v pokrajini:
- Regijski park južnega toka reke Adda (Parco Regionale dell'Adda Sud)
- Regijski park reke Serio (Parco Regionale del Serio)
- Regijski park severnega toka reke Oglio (Parco Regionale dell'Oglio Nord)
- Regijski park južnega toka reke Oglio (Parco Regionale dell'Oglio Sud)
- Mokrišče Adda Morta (Riserva Regionale dell'Adda Morta)
- Regijski park Bosco della Marisca (Riserva Regionale del Bosco della Marisca)
- Regijski park Bosco Ronchetti (Riserva Regionale Bosco Ronchetti)
- Regijski park Lanca di Gabbioneta (Riserva Regionale della Lanca di Gabbioneta)
- Regijski park Lanche di Azzanello (Riserva Regionale delle Lanche di Azzanello)
- Regijski park Le Bine (Riserva Regionale Le Bine)
- Regijski park Palata Menasciutto (Riserva Regionale della Palata Menasciutto)
- Naravni rezervat Lanca di Gerole (Riserva Naturale della Lanca di Gerole)
- Naravni rezervat Naviglio della Melotta (Riserva Naturale Naviglio della Melotta)

Poleg naštetih je še vsaj sedem manjših rezervatov in sperimentalni učni rezervat Bosco Didattico di Castelleone.

## Zgodovinske zanimivosti
Ob koncu enajstega stoletja se je mesto Cremona z vsemi posestvi priključilo posestvom Matilde iz Kanose, ki je tedaj vladala ogromnemu ozemlju južno od Bergama skoraj do Rima (brez Bolonje, Ravene in vzhodnih obal polotoka). S priključitvijo temu obsežnemu posestvu je mesto Cremona pridobilo na ugledu, pa tudi na premoženju, saj se je po Matildini smrti njeno veliko imetje razdrobilo. Posesti mesta Cremone so bile v zgodnjem petnajstem stoletju večje od današnje pokrajine Cremona.